# María de Cervelló
María de Cervelló (Barcelone, 1230-1290) est une religieuse catalane, fondatrice de la branche féminine de l'ordre de Notre-Dame-de-la-Merci. Le pape Benoît XII l'a inscrite au martyrologe romain en 1729. Sa mémoire se célèbre le 19 septembre.

## Biographie
Maria est née le 1er décembre 1230, calle de Moncada, à Barcelone, dans une famille de nobles catalans, les Cervellón. Elle fut baptisée le 8 décembre suivant, à la paroisse Santa Maria del Mar, dans l'antique sarcophage de la martyre barcelonaise Eulalie, qui servait de cuve baptismale. À l'âge adulte, Maria se met au service des pauvres, des malades et des prisonniers à l'hôpital Sainte-Eulalie. Attirée par l'idéal humanitaire du jeune ordre mercédaire, elle finit par obtenir des compagnons de Pierre Nolasque l'autorisation de créer une branche féminine : celle-ci collaborerait à l'œuvre de rachat des captifs, sous la forme d'un tiers-ordre, à l'imitation des mouvements pénitentiels récemment créés par François d'Assise, mais avec cette particularité que les tertiaires mercédaires prieraient plus particulièrement aux intentions des chrétiens tombés en captivité ou en esclavage chez les maures. C'est ainsi que, le 25 mai 1265, elle fait profession entre les mains du frère Bernard Corbera, en compagnie des sœurs Cologia, Eulalia Pinos, Isabel Berti et Maria de Requesens : une petite communauté dont elle deviendra la première prieure et qui préfigure les religieuses mercédaires actuelles, regroupées en congrégations monastiques ou apostoliques. Au terme d'une vie vouée à la charité et à la contemplation, elle décède dans sa ville natale, le 19 septembre 1290, et est ensevelie dans l'église des mercédaires, aujourd'hui Basilica de la Mercè.

## Postérité
À la mort de Maria, la population se met aussitôt à vénérer sa mémoire, de sorte qu'en 1626, à l'ouverture du procès canonique, l'évêque de Barcelone n'aura aucune peine à établir le culte immémorial dont fait l'objet la première religieuse mercédaire. La Congrégation des Rites et le pape Innocent XII entérineront la sentence épiscopale, respectivement les 9 et 13 février 1692, et le pape Benoît XIII inscrira Maria au martyrologe romain le 8 novembre 1729. À l'heure actuelle, le corps de la sainte repose, exempt de toute corruption, sous le premier autel du côté droit de la basilique. À Barceloneta, une paroisse lui est consacrée.

## Iconographie
Maria est représentée dans l'habit blanc des mercédaires, avec le scapulaire orné du blason de l'ordre. Elle tient dans ses mains un lys virginal et une maquette de bateau à voiles, car elle est la patronne des navigateurs. En effet, de son vivant comme après sa mort, des témoins ont assuré l'avoir vue qui fendait les airs pour se porter au secours des navires mercédaires, aux prises avec la tempête. De là, le surnom qui lui a été donné par le peuple, de Maria Socós ou Socorro.

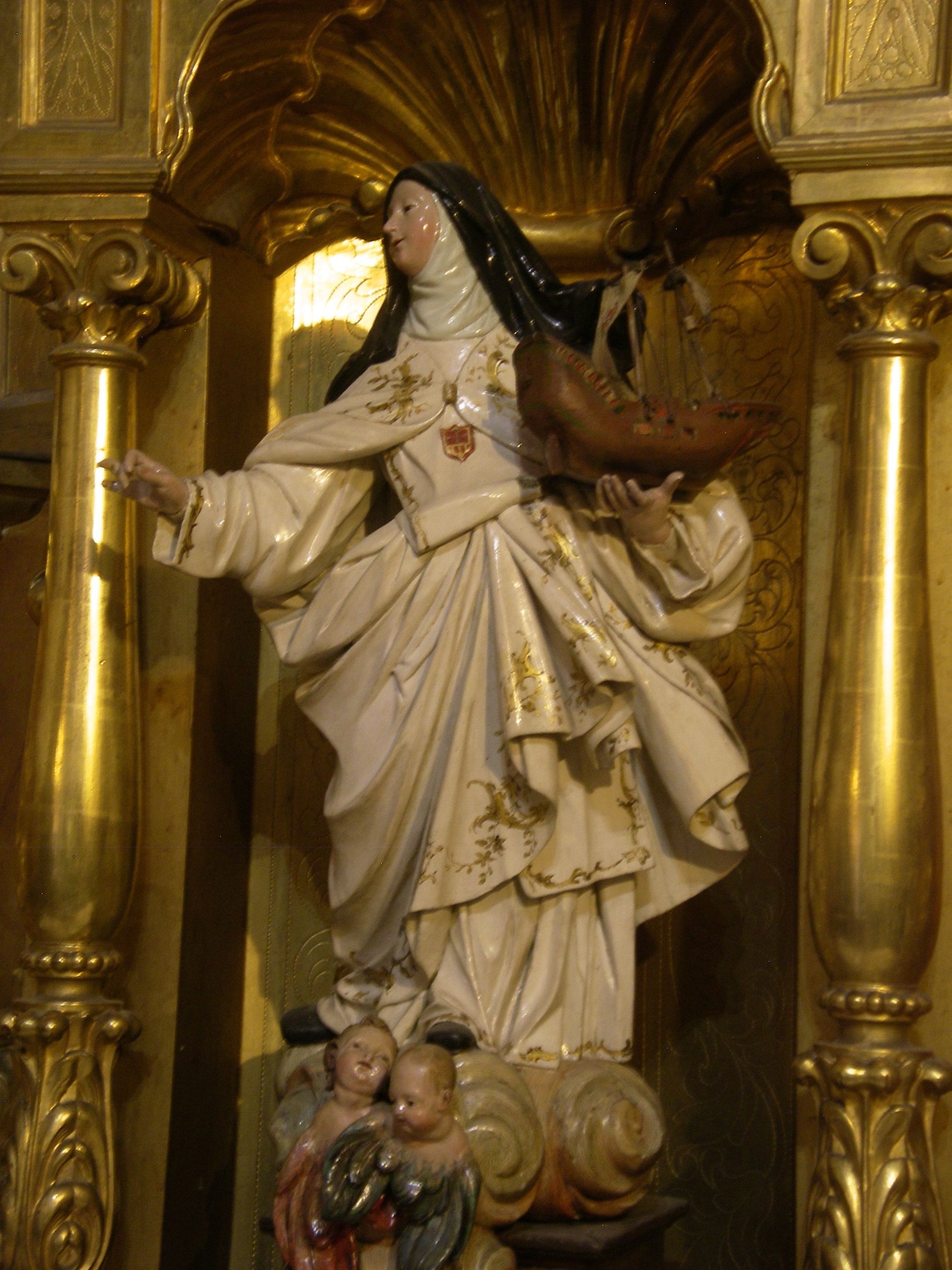
Sainte María de Cervelló
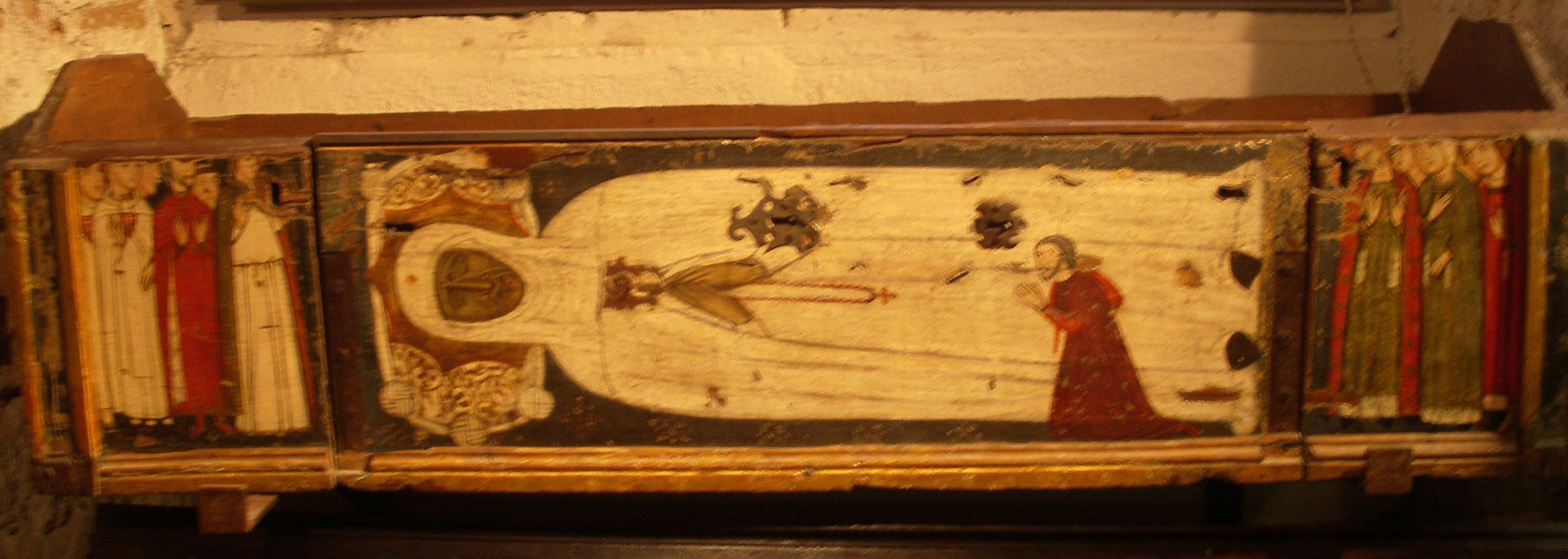
Tombeau primitif de la sainte
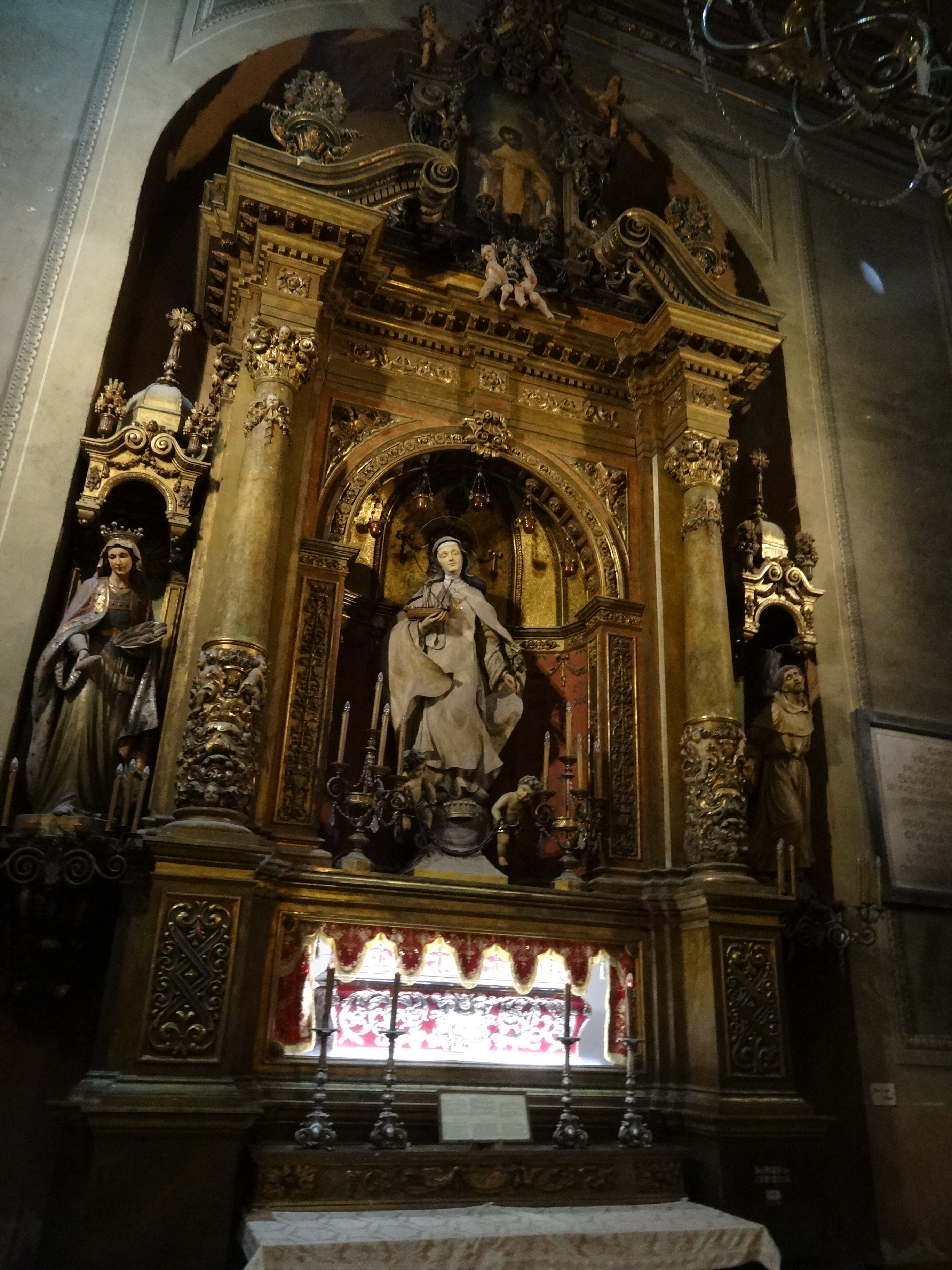
Autel et tombeau de la sainte à la Basilique de la Merci (Barcelone)
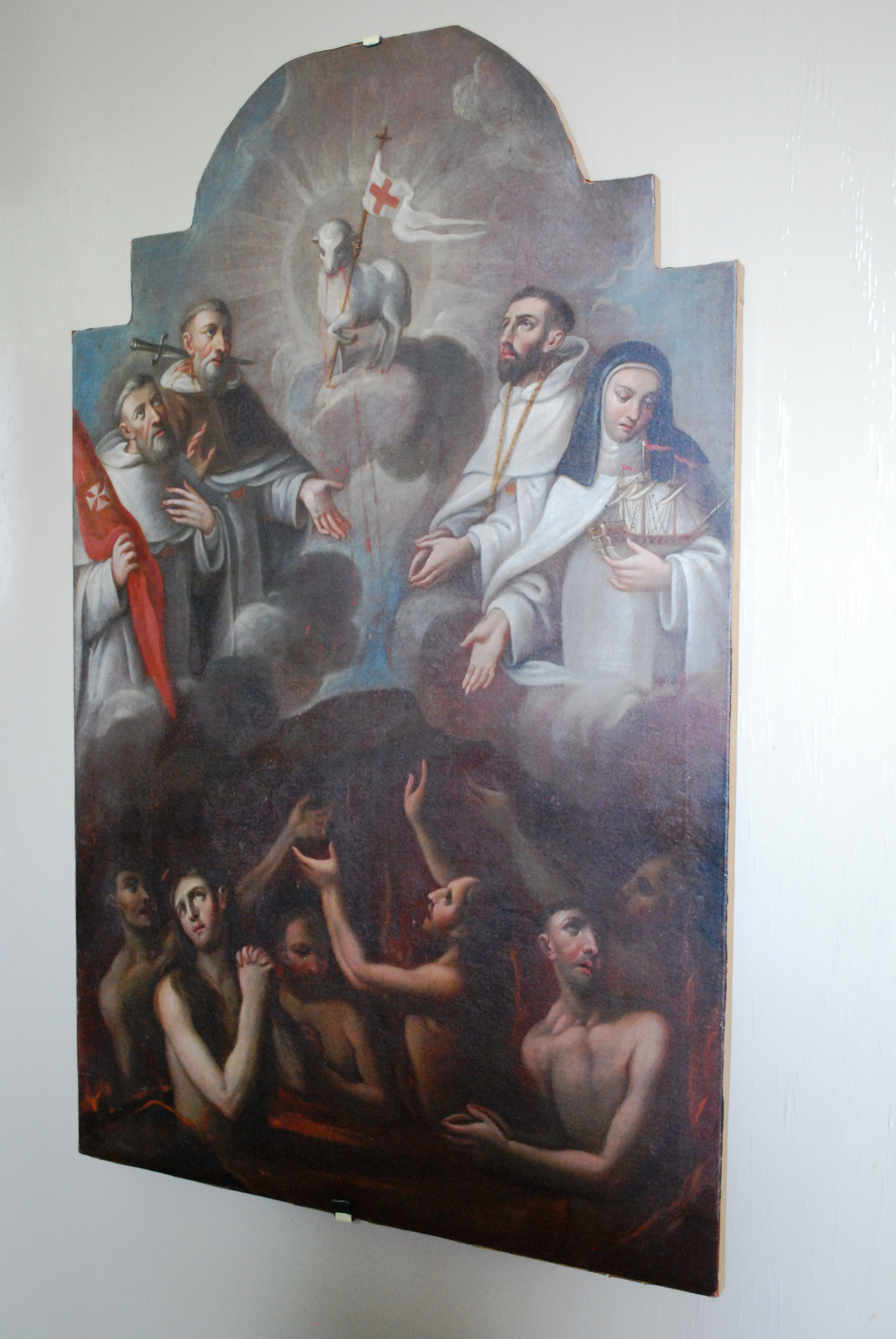
Saints mercédaires intercédant auprès de l'Agneau Mystique pour les âmes du Purgatoire : Pierre Nolasque, Raymond Nonnat, Pierre Armengol et Maria de Cervelló